# Sint-Maartenskerk (Thérouanne)
De Sint-Maartenskerk (Frans: Église Saint-Martin) is de parochiekerk van de gemeente Thérouanne in het Franse departement Pas-de-Calais.

## Geschiedenis
Na de stichting van het bisdom Terwaan in 639 breidde de stad zich uit tot buiten de versterkingen. Er ontstonden drie voorsteden: Saint-Esprit (of: Sint-Martin Outre Eau), Nielles-lès-Thérouanne, en Clarques. Alle drie voorsteden kregen een Sint-Maartenskerk, respectievelijk Martinica Prima, Seconda, en Tertia.
Tijdens de vernietiging van Therouanne in 1553 verdween de kerk van Saint-Esprit, die van Nielles bleef bestaan en die van Clarques werd zwaar beschadigd. De ruïnes van de oude stad deden dienst als steengroeve, en het nieuwe Thérouanne werd beneden gebouwd, langs de Romeinse weg van Arras naar Boulogne-sur-Mer, genaamd Chaussée Brunehaut.
Vanaf 1617 werd een nieuwe kerk gebouwd, maar in 1669 woedde er een brand. In 1798 echter werd de kerk, en ook een groot deel van het nieuwe stadje, door brand verwoest. Van 1801-1804 moest men uitwijken naar Nielles, maar in 1804 kwam een provisorisch kerkje gereed op de plaats van de vroegere kerk, waarvan het portaal nog dat was wat in 1723 aan het vroegere kerkje was toegevoegd.
Vanaf 1859 bouwde men aan de definitieve kerk en in 1860 werd de toren gebouwd. In 1865 werd het koor gerestaureerd en in 1866 werd een nieuwe sacristie gebouwd. Deze kerk werd in 1872 ingezegend.
De glas-in-loodramen van deze kerk tonen de wapenschilden van de bisschoppen van het voormalige bisdom Terwaan. Ze werden aangebracht in 1901-1902.